# Rancho Nuevo, Moroleón
Rancho Nuevo är en ort i Mexiko.   Den ligger i kommunen Moroleón och delstaten Guanajuato, i den centrala delen av landet, 230 km väster om huvudstaden Mexico City. Rancho Nuevo ligger 2 090 meter över havet och antalet invånare är 314.
Terrängen runt Rancho Nuevo är kuperad. Runt Rancho Nuevo är det ganska tätbefolkat, med 166 invånare per kvadratkilometer. Närmaste större samhälle är Uriangato, 12,6 km norr om Rancho Nuevo. Trakten runt Rancho Nuevo består till största delen av jordbruksmark.